# منطقه جیان‌شان
منطقه جیان‌شان (به چینی: 尖山区) یک منطقه در شهر شوانگ‌یاشان، استان هئی‌لونگ‌جیانگ چین است که مناطق شهری مرکز این «شهر در سطح ولایت» را شامل می‌شود.
در چین، اصطلاحاتی چون «شهر در سطح ولایت»، منطقه شهری، و غیره شامل اراضی وسیع و متنوعی می‌شوند که مرکزیت آنان را یک شهر مهم تشکیل می‌دهند. این منطقه (و ۷ ناحیهٔ تابعهٔ آن)، منطقهٔ شهری اصلی شهری «شهر در سطح ولایت» شوانگ‌یاشان را شامل می‌شود. سایر مناطق و شهرستان‌های تابع این «شهر در سطح ولایت» شامل شهرهای اقماری،‌ شهرستان‌های کوچک‌تر تابعه، و مناطق روستایی و غیرمسکونی مختلف می‌شود.

## خصوصیات
منطقه جیان‌شان ۱۱۸٫۲۸ کیلومترمربع مساحت و ۲۶۲٬۳۵۶ نفر جمعیت دارد.

## تقسیمات اداری
منطقه جیان‌شان به ۷ ناحیه و ۱ قصبه تابعه تقسیم شده است. یک «میدان» هم‌سطح قصبه نیز تابع این منطقه می‌باشد، میادین و نواحی مانند مزارع، مناطق جنگل‌داری، و غیره. 
- ناحیه اِرمالو (جادهٔ ۲ «ما») (二马路街道، Èrmǎlù jiēdào)
- ناحیه بامالو (جادهٔ ۸ «ما») (八马路街道، Bāmǎlù jiēdào)
- ناحیه تیه‌شی (铁西街道، Tiěxī jiēdào)
- ناحیه چانگ‌آن (长安街道، Cháng'ān jiēdào)
- ناحیه ژونگ‌شینگ‌ژان (ترمینال مرکزی) (中心站街道، Zhōngxīnzhàn jiēdào)
- ناحیه فوآن (富安街道، Fù'ān jiēdào)
- ناحیه یاودی (窑地街道، Yáodì jiēdào)

- قصبه آن‌بانگ (安邦乡، Ānbāng xiāng)

- اداره جنگل‌داری شوانگ‌یاشان (双鸭山林业局، Shuāngyāshān línyèjú)